# Дабудашт (бахш)
Дабудашт (перс. دابودشت) — бахш в Ірані, в шагрестані Амоль остану Мазендеран. За даними перепису 2006 року, його населення становило 74687 осіб, які проживали у складі 19356 сімей.

## Дегестани
До складу бахша входять такі дегестани:
- Дабуй-є Джонубі
- Дашт-е Сар